# Péhunco
Pour l'arrondissement, voir Péhunco (arrondissement).
Pehunco (ou Ouassa-Péhunco) est une commune et une ville du nord-ouest du Bénin. C'est l'une des neuf préfectures du département de l'Atacora. Elle compte trois arrondissements (Péhunco proprement dit, Gnémasson et Tobré) et 26 villages ou quartiers de ville. En 2014, la commune a formé avec Kérou et Kouandé un établissement public de coopération intercommunale, la Communauté de communes de Kérou, Kouandé et Péhunco, en abrégé « Communauté des 2 KP ».

## Géographie

### Relief
La commune est située dans une pénéplaine, entre les vallées de l’Alibori à l'Est et de celle de la Mékrou à l’Ouest.

### Climat
Elle jouit d’un climat de type soudano-guinéen, avec une saison des pluies qui s'étend de mi-avril à mi-octobre et une saison sèche allant de mi-octobre à mi-avril. Les précipitations sont comprises 800 et 1 100 mm par an, réparties sur près de 170 jours. La température moyenne est 26 °C, février étant le mois le plus chaud, mais l'harmattan, qui souffle entre novembre et mi-mars, entraîne parfois une amplitude thermique de plus de 10 °C.

### Végétation
Elle est surtout constituée de savane arborée, dans la forêt classée et les galeries forestières long des cours d'eau. Les graminées sont très présentes dans une strate herbacée assez variée. Les forêts protégées abritent des phacochères, des singes, des buffles et du petit gibier.

### Hydrographie
La commune est arrosée par le fleuve Mékrou, de nombreuses rivières à régime torrentiel telles que l’Alibori, et des cours d'eau temporaires.

### Population
Lors du recensement de 1992, Péhunco comptait 33 833 habitants. En 2002 (RGPH-3), 55 082 personnes ont été recensées.
Lors du recensement de 2013 (RGPH-4), on en a dénombré 78 217, dont 37 217 pour l'arrondissement de Péhunco.
Les Bariba (Baatombu), pour la plupart agriculteurs, sont majoritaires (65 %), suivis par les Peuls (33 %), souvent originaires des pays voisins et qui sont éleveurs. Plusieurs autres populations, minoritaires, y vivent également :  Adja, Dendi, Yom, Lokpa, Otamari ou Yoruba. L'islam est la religion la plus pratiquée (46,3 %) et les mosquées sont nombreuses. Les religions traditionnelles représentent 34,7 %. Les chrétiens sont peu présents, mais la commune abrite trois chapelles catholiques.

## Histoire
Selon la tradition, Péhunco aurait été créé au XVIIIe siècle par des chasseurs Bariba venus de Kouandé et de Sinendé, qui auraient prononcé ces mots à leur arrivée : Nkou dam ouassaraco, ce qui signifie « je veux aller souffrir là où il n'y a rien », ouassara signifiant « souffrir ». Quant à Péhunco, il s'agirait de la déformation coloniale de Péhuncourou qui signifie « pierre noire », une divinité à laquelle les chasseurs faisaient régulièrement des sacrifices. Cette « pierre noire » existe encore et les sacrifices se font toujours. Péhunco est parfois surnommée la « cité des pierres noires ».

## Économie

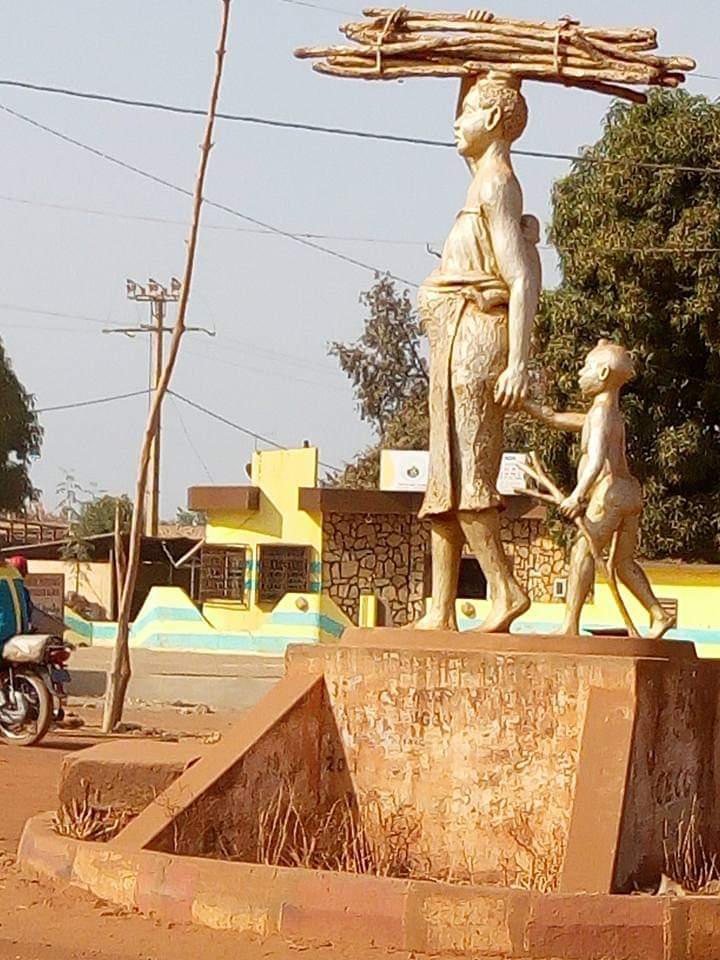
Statue située à Ouassa-Péhunco

Péhunco est une commune principalement rurale où l'on cultive les céréales, les tubercules, les cultures de rente, surtout le coton et l’anacarde (noix de cajou). L'élevage, pratiqué de façon traditionnelle par les Peuls, concerne les bovins, ovins, caprins et les volailles. Un important marché du bétail se trouve sur la commune. La pêche traditionnelle se pratique dans les retenues d'eau, où le poisson le plus fréquemment pêché est le Tilapia . 
La commune dispose de deux forêts classées qui représentent 1,09 % de sa superficie. Les campagnes successives de reboisement ont porté sur les acacias, les anacardiers, les eucalyptus, les gmelina, le teck, les agrumes, les manguiers.
Les matières premières qui subissent des transformations sont le maïs, le sorgho, le lait, l’igname et le manioc.
Outre l'artisanat de service (couture, coiffure, mécanique, menuiserie, maçonnerie, soudure), on pratique également un artisanat de production : poterie (grâce aux carrières d'argile), forge, tissage, dessin, sculpture, vannerie, cordonnerie, et un artisanat de transformation : fabrication du beurre de karité, de moutarde, de fromage, d'huile d’arachide. Les habitants sont souvent à la fois cultivateurs et artisans, en fonction de la saison.
Quelques carrières permettent l'extraction et la commercialisation de sable et de gravier.
Au carrefour de plusieurs axes routiers, le marché de Péhunco bénéficie d'une position géostratégique dans la sous-région. On trouve deux autres marchés périodiques dans la commune. En 2006, un tiers environ de la population opère dans le commerce.

## Transport
Péhunco souffre de d'une situation d'enclavement qui nuit à sa compétitivité en matière de production et de commercialisation des productions agricoles. La localité fonde des espoirs sur le projet d’aménagement et de bitumage de la route cotonnière Djougou-Pehunco-Kérou-Banikoara, signé en 2019.

## Infrastructures

### Santé

Ouverture d'un centre de santé en 2013.
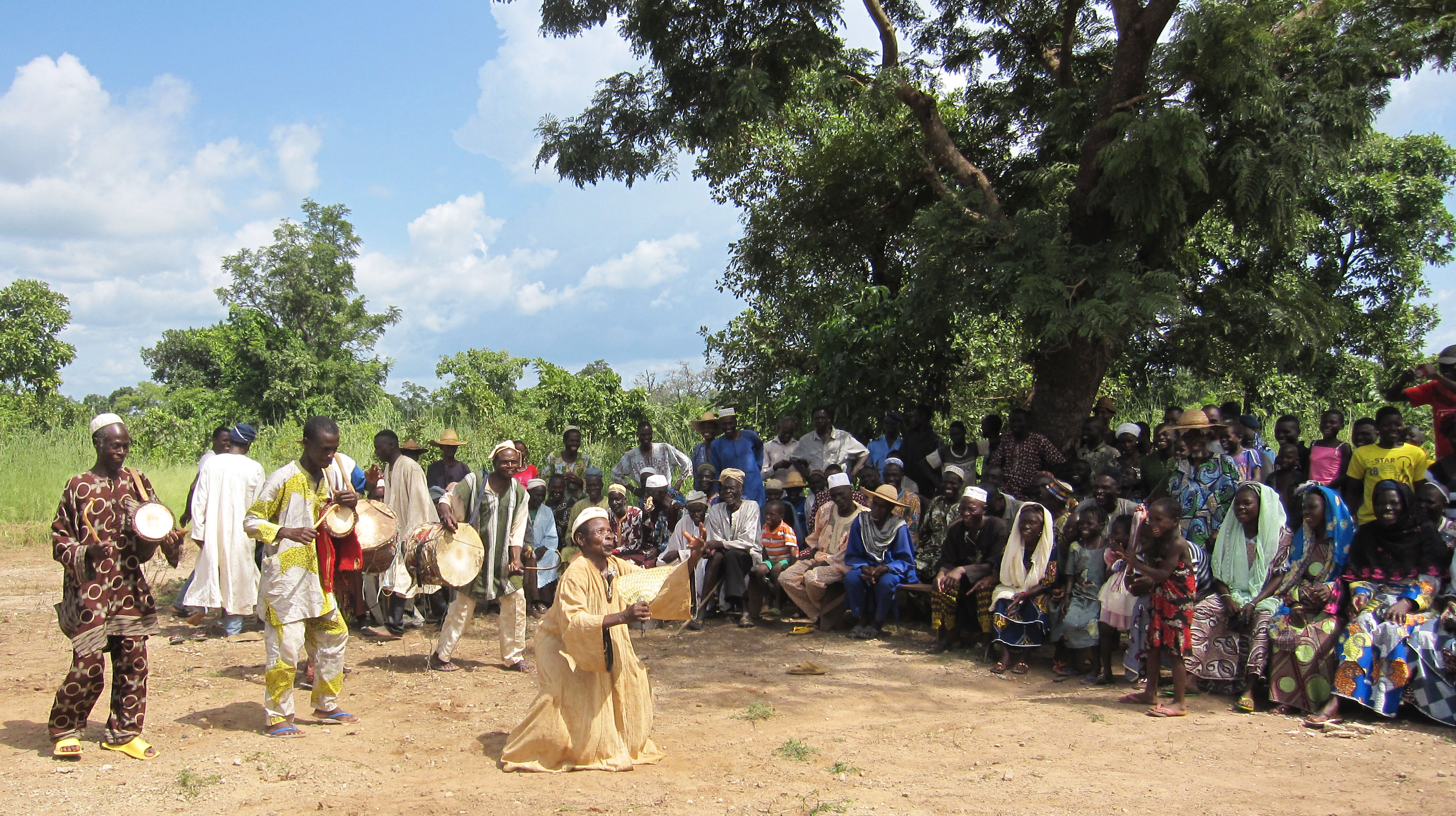
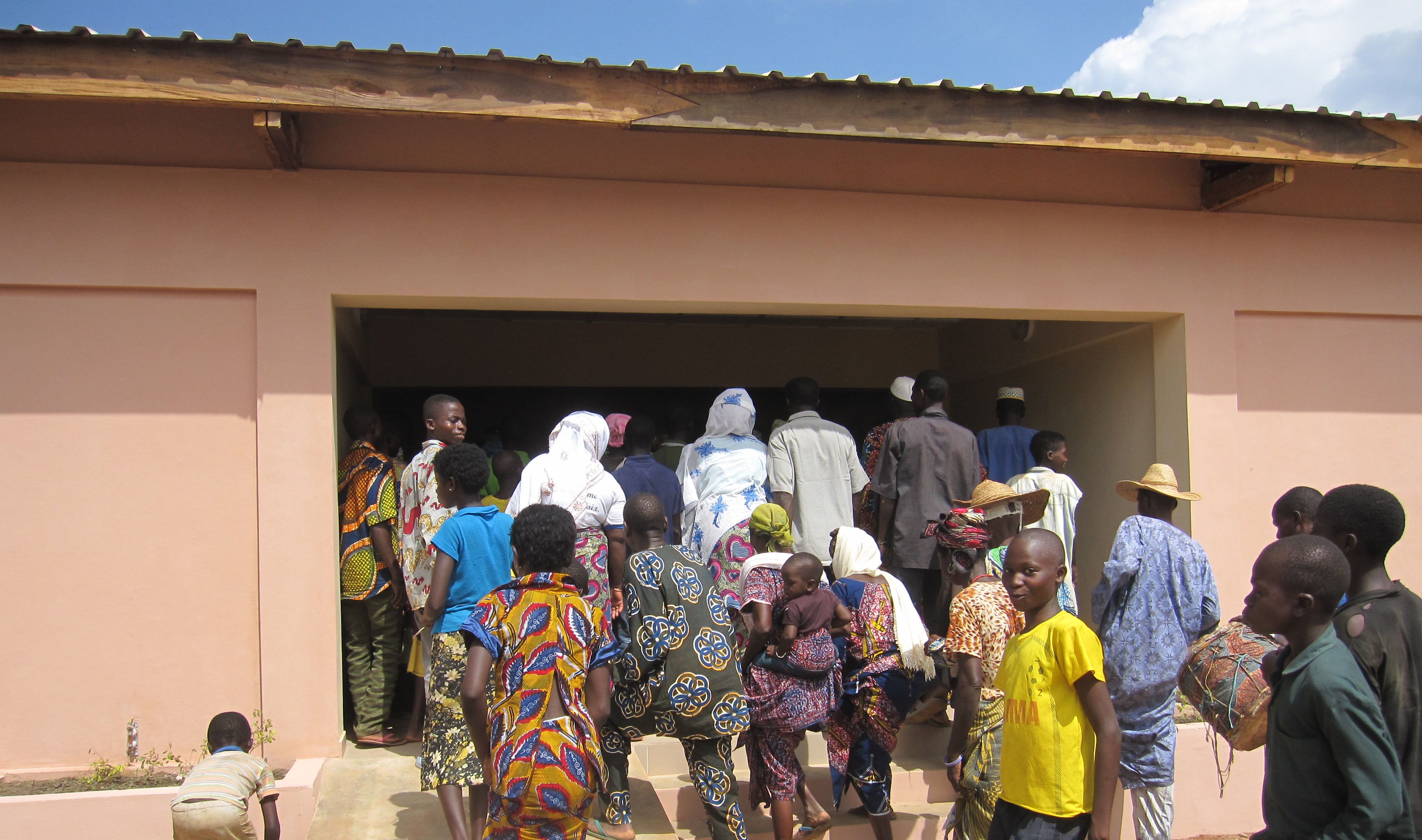
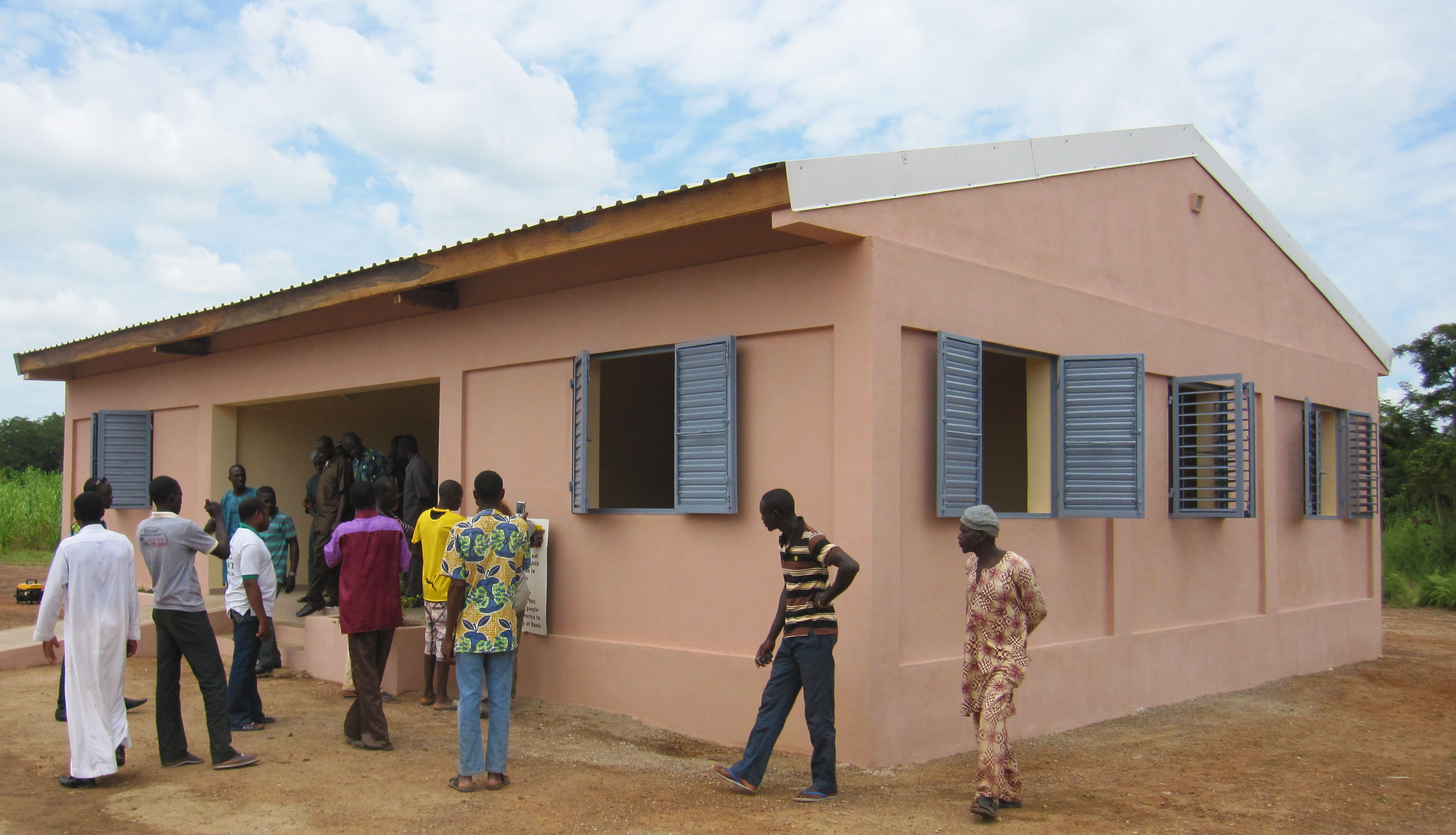

### Éducation
L'arrondissement de Péhunco est doté d'un collège d'enseignement général (CEG).

Établissements scolaires.
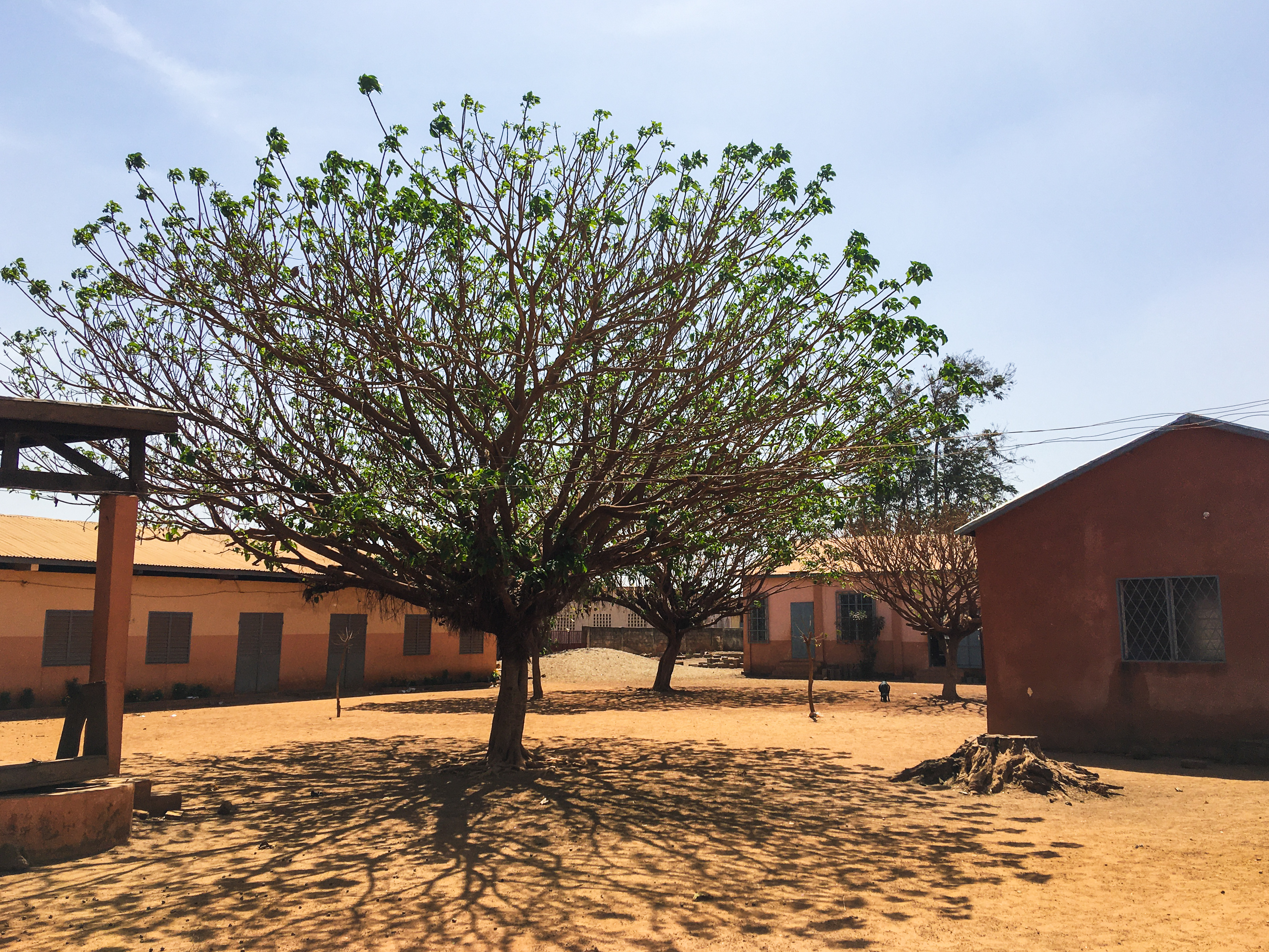
École primaire.
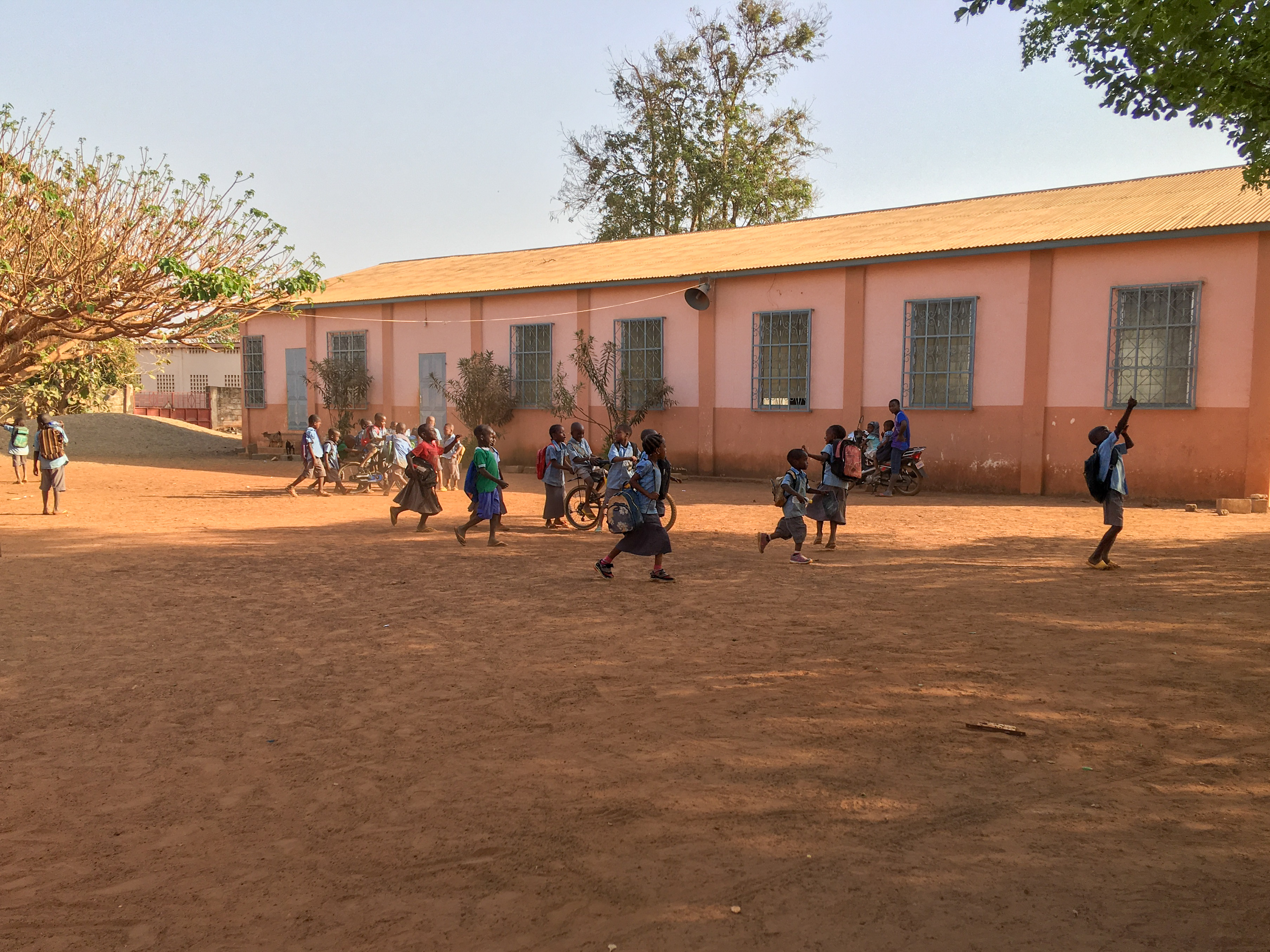
École primaire.
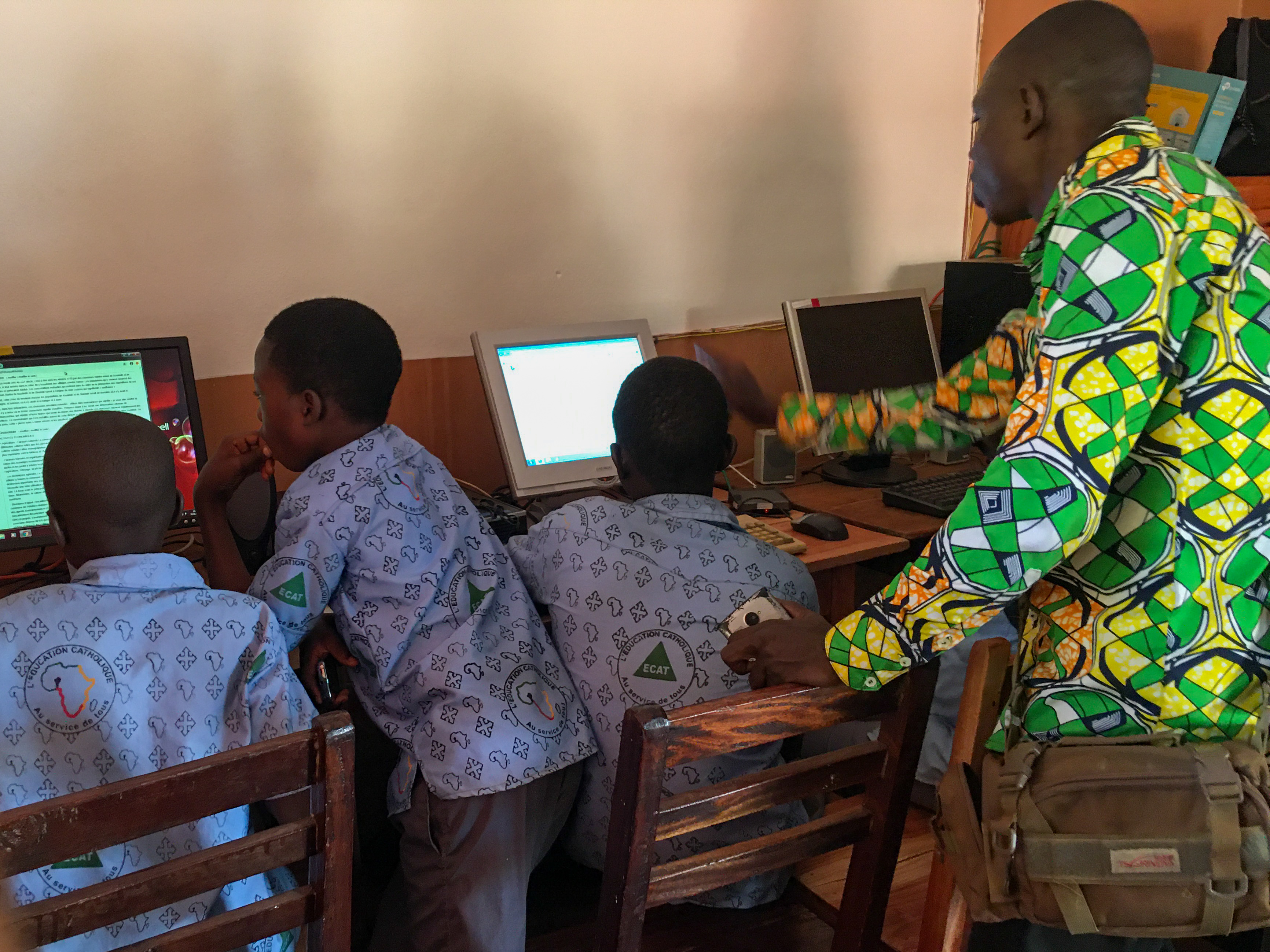
Salle informatique.
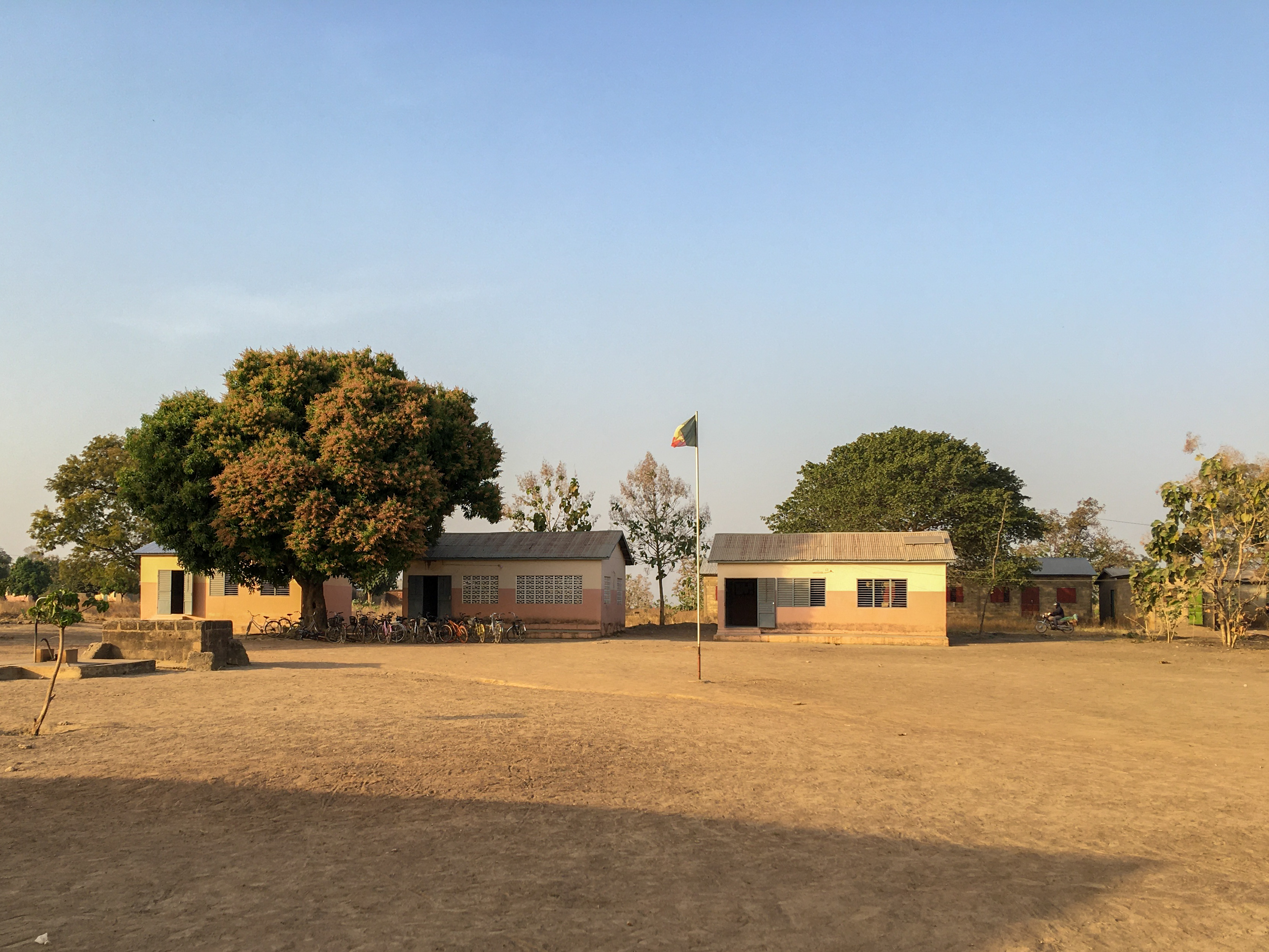
Collège.